# Луций Домиций Агенобарб (консул 16 года до н. э.)
Лу́ций Доми́ций Агеноба́рб (лат. Lucius Domitius Ahenobarbus; умер в 25 году) — римский военачальник и политический деятель из аристократического рода Домициев, консул 16 года до н. э. Был женат на племяннице Октавиана Августа и занимал видное место в его окружении. В свою бытность наместником Иллирика предпринял поход в Германию до Лабиса (Эльбы), за что удостоился отличий триумфатора.
Дед императора Нерона.

## Происхождение
Луций Домиций принадлежал к знатному плебейскому роду. Согласно легенде, рассказанной Светонием, первый представитель этого рода однажды встретил «юношей-близнецов божественного вида», которые приказали ему сообщить римлянам о победе, одержанной на войне. «А в доказательство своей божественной силы они коснулись его щёк, и волосы на них из чёрных стали рыжими, медного цвета». Этот Домиций получил прозвище Агенобарб (Ahenobarbus, «рыжебородый»), ставшее когноменом для его потомков. Первым из этой семьи достиг консулата (в 192 году до н. э.) правнук родоначальника, Гней Домиций Агенобарб. Потомок последнего в четвёртом поколении Луций был консулом 54 года до н. э. и видным сторонником Гнея Помпея Великого; его сын Гней был консулом 32 года до н. э. и поддерживал сначала республиканцев, потом Марка Антония, а потом — Октавиана. Единственным сыном Гнея и был Луций Домиций Агенобарб. Домиции отличались не только знатностью, но и размером состояния: их причисляют к богатейшим семьям Рима.
По женской линии Луций происходил от Порциев и Ливиев. Марк Порций Катон Утический приходился ему двоюродным дедом, Марк Ливий Друз двоюродным прадедом, Марк Юний Брут — двоюродным дядей. Имя матери Луция неизвестно, но антиковед Рональд Сайм предположил, что это была патрицианка Эмилия Лепида, гипотетическая дочь Луция Эмилия Лепида Павла, консула 50 года до н. э., и, соответственно, племянница триумвира Марка Эмилия Лепида. В одной из надписей (CIL VI 31735) упоминается Манлия — предположительно мачеха Луция

## Биография
Дата рождения Луция Домиция неизвестна. В 39 году до н. э., когда патрон его отца Марк Антоний укрепил свой союз с Октавианом, Луций был, по-видимому, ребёнком. Тем не менее в 37 году до н. э. его обручили с двухлетней Антонией Старшей — дочерью Антония и племянницей Октавиана. Этот брак был заключён в 30 году до н. э.; к тому времени между Антонием и Октавианом началась гражданская война, Гней Домиций перешёл на сторону Октавиана и вскоре умер, а Антоний покончил с собой после поражения.
Октавиан, ставший единоличным правителем Римской республики, добился принятия Сениева закона, по которому ряд знатных плебеев получил патрицианское достоинство (29 год до н. э.). В числе этих плебеев был и Луций Домиций. Известно, что в молодости Агенобарб «отличался ловкостью на скачках». В начале своей политической карьеры он занимал должность эдила, причём оказался настолько заносчив, что однажды на улице заставил цензора Луция Мунация Планка уступить ему дорогу. Благодаря упоминанию этого инцидента эдилитет Агенобарба надёжно датируется 22 годом до н. э.
Позже Луций был претором (предположительно в 19 году до н. э.), а в 16 году до н. э. Луций занимал должность консула. В отличие от своего коллеги Публия Корнелия Сципиона он сложил полномочия только по истечении года. Во время либо претуры, либо консулата Агенобарб организовал игры, которые получили негативные оценки в источниках. По словам Светония, он «выводил на подмостки в мимах римских всадников и матрон; травли он показывал и в цирке, и по всем городским кварталам, а гладиаторский бой устроил такой кровавый, что Август, тщетно предостерегавший его негласно, вынужден был обуздать его эдиктом». В 12 году до н. э. Луций был назначен проконсулом Африки. Обязательный по закону 10-летний срок после магистратуры на тот момент не прошёл — видимо, Агенобарб воспользовался привилегией как отец трёх детей.
Вскоре после 8 года до н. э. Август назначил Луция легатом Иллирика с полномочиями пропретора. Находясь на этом посту, Агенобарб узнал о движении к северной границе Рима гермундуров, по неизвестной причине оставивших свою родину. Он расселил их в землях маркоманов, а после прошёл с войском вглубь Германии и, не встретив сопротивления, достиг реки Лабис (современная Эльба), на берегу которой воздвиг алтарь Августа. Точный маршрут Луция неизвестен; существует предположение, что римская армия перешла Данувий (Дунай) в районе Карнунта, а к Лабису вышла в землях бойев (современная Чехия). В любом случае дальше, чем Агенобарб, не ходил походом ни один римский полководец. За это достижение по возвращении в Рим Луций получил отличия триумфатора.
В 6 году до н. э. или вскоре после этой даты Агенобарб получил новое назначение. Август назначил его командующим войсками на ренусской границе и, по-видимому, верховным наместником всей Галлии и Римской Германии. Известно, что Луций создал между реками Ренус (Рейн) и Амисия (Эмс) систему так называемых «длинных гатей» (pontes longi), которая существовала ещё во времена походов Германика и представляла собой, по словам Тацита, «узкую тропу среди расстилавшихся на большом пространстве болот». Позже, в 1 году н. э., Агенобарб попытался заставить племя херусков принять обратно изгнанников, но потерпел неудачу. Это его вмешательство во внутренние дела независимого племени привело к обострению обстановки на границе, и вскоре был назначен новый командующий — Марк Виниций.
После возвращения из Германии Луций не занимал государственных должностей. Благодаря эпиграфическим источникам известно, что он входил в жреческую коллегию арвальских братьев и был патроном Милета. Август в своём завещании, датированном 3 апреля 13 года, назначил Агенобарба одним из душеприказчиков. Умер Луций в 25 году, в правление Тиберия.

## Семья
Луций Домиций был женат на Антонии Старшей, дочери Марка Антония и Октавии Младшей. Единоутробный брат его жены, Марк Клавдий Марцелл, был неофициальным наследником Октавиана до своей ранней смерти, а сестра жены, Антония Младшая, была женой Друза (брата Тиберия), матерью Германика и Клавдия и бабкой Калигулы. У Луция родились по крайней мере трое детей:
- Домиция Лепида Старшая, жена Гая Саллюстия Пассиена Криспа, консула-суффекта 27 года, проконсула Азии, консула 44 года. Согласно гипотезе Рональда Сайма, эта матрона была замужем также за Децимом Гатерией Агриппой, консулом 22 года, и Квинтом Юнием Блезом, консулом-суффектом 28 года[20].
- Гней Домиций Агенобарб, консул 32 года, отец императора Нерона;
- Домиция Лепида Младшая, жена Марка Валерия Мессалы Барбата (в этом браке родилась Мессалина), Фавста Корнелия Суллы Лукулла и Гая Аппия Юния Силана.

Если Луций уже в 12 году до н. э. пользовался привилегиями как многодетный отец, то у него должны были быть ещё двое детей (из трёх перечисленных только Лепида Старшая могла родиться до этой даты). Около 23 года до н. э. могла родиться дочь, в десятилетнем возрасте изображенная на «Алтаре Мира» и вскоре после этого умершая. Около 20 года до н. э. мог родиться старший сын, Луций, который сопровождал Гая Цезаря в его походе в 1 году до н. э., но был с позором изгнан из свиты за убийство.

## Память
Гай Веллей Патеркул называет Луция Домиция «человеком благородной, возвышенной честности». Совсем другую оценку даёт Светоний: по его словам, Агенобарб был «заносчив, расточителен и жесток». В источниках упоминаются две статуи Луция, поставленные в Афинах и Милете (отсюда исследователи делают вывод, что этот нобиль как минимум один раз побывал в Греции и провёл в ней довольно продолжительное время). Сохранилось основание афинской статуи с надписью:

Народ [почтил] Луция Домиция Агенобарба за доблесть.

Сделал Микион, сын Питогена.
— Надпись с базы статуи Луция Домиция Агенобарба, посвящённой ему афинским народом.
Две строки выбиты разным шрифтом, и существует вероятность того, что изначально это была статуя другого человека — возможно, Алкивиада. По другой версии, обе статуи изображали другого Луция Домиция Агенобарба — консула 54 года до н. э.
Предположительно Луций изображён вместе с женой и сыном на Алтаре мира, воздвигнутом в Риме в 13 году до н. э. Там он замыкает процессию членов семьи Августа.